# فهرست دانشگاه‌های انگلیس
در زیر فهرست دانشگاه‌های انگلیس آمده‌است.
| نام دانشگاه                                    | محل | تاریخ تأسیس               | تعداد دانشجویان | شهریه                    | Degree powers  |
| ---------------------------------------------- | --- | ------------------------- | --------------- | ------------------------ | -------------- |
| Anglia Ruskin University                       | کمبریج، چلمزفورد، پیتربورو                                                                                  | ۱۹۹2 (1858)               | ۲۰٬۷۰۰          | £۹٬۰۰۰                   | کامل           |
| Arden University                               | کاونتری (distance learning)                                                                                 | ۲۰۱5 (1990)               | 8,000           | - (private)              | Taught         |
| Arts University Bournemouth                    | پول، انگلستان                                                                                               | ۲۰۱2 (1885)               | ۲٬۹۴۰           | £۹٬۰۰۰                   | Taught         |
| University of the Arts London                  | London | ۲۰۰۴                      | ۱۷٬۱۳۵          | £۹٬۰۰۰                   | کامل           |
| Aston University                               | بیرمنگام | ۱۹۶6 (1895)               | ۱۰٬۹۸۵          | £۹٬۰۰۰                   | کامل           |
| دانشگاه باث                                    | باث | ۱۹۶۶                      | ۱۵٬۱۵۵          | £۹٬۰۰۰                   | کامل           |
| Bath Spa University                            | باث | ۲۰۰5 (1852)               | ۷٬۲۱۰           | £۹٬۰۰۰                   | کامل           |
| University of Bedfordshire                     | بدفورد، انگلستان، لوتون، میلتون کینز                                                                        | ۲۰۰۶                      | ۱۷٬۸۳۵          | £۹٬۰۰۰                   | کامل           |
| دانشگاه بیرمنگام                               | بیرمنگام | ۱۹۰۰                      | ۳۲٬۳۳۵          | £۹٬۰۰۰                   | کامل           |
| University College Birmingham                  | بیرمنگام | ۲۰۱2 (1957)               | ۴٬۹۹۵           | £8,558                   | Taught         |
| Birmingham City University                     | بیرمنگام | ۱۹۹2 (1843)               | ۲۲٬۵۴۰          | £۹٬۰۰۰                   | کامل           |
| Bishop Grosseteste University                  | لینکلن، انگلستان                                                                                            | ۲۰۱2 (1862)               | ۲٬۳۹۵           | £۹٬۰۰۰                   | Taught         |
| دانشگاه بولتون                                 | بولتون | ۲۰۰4 (1982)               | ۶٬۸۳۵           | £۹٬۰۰۰                   | کامل           |
| Bournemouth University                         | بورنموث، پول، انگلستان                                                                                      | ۱۹۹۲                      | ۱۷٬۷۳۵          | £۹٬۰۰۰                   | کامل           |
| BPP University                                 | ابینگدن، آکسفوردشر، بیرمنگام، بریستول، کمبریج، لیدز، لیورپول، London, منچستر                                | ۲۰۱3 (1992)               | 6,780           | - (private)              | Taught         |
| دانشگاه برادفورد                               | برادفورد | ۱۹۶6 (1957)               | ۱۲٬۵۰۵          | £۹٬۰۰۰                   | کامل           |
| دانشگاه برایتون                                | برایتون، ایست‌بورن، هیستینگز                                                                                 | ۱۹۹2 (1859)               | ۲۰٬۷۰۰          | £۹٬۰۰۰                   | کامل           |
| دانشگاه بریستول                                | بریستول | ۱۹۰9 (1876)               | ۲۰٬۱۷۰          | £۹٬۰۰۰                   | کامل           |
| دانشگاه برونل لندن                             | اوکسبریج (London)                                                                                           | ۱۹۶۶                      | ۱۴٬۳۳۰          | £۹٬۰۰۰                   | کامل           |
| University of Buckingham                       | باکینگهام                                                                                                   | ۱۹۸3 (1973)               | ۲٬۲۴۵           | £12,444 (private)        | کامل           |
| Buckinghamshire New University                 | های وایکامب، اوکسبریج (London)                                                                              | ۲۰۰7 (1999)               | ۹٬۰۸۰           | £۶٬۷۵۰–۹٬۰۰۰             | Taught         |
| دانشگاه کمبریج                                 | کمبریج | ۱۲۰۹                      | ۱۹٬۵۸۰          | £۹٬۰۰۰                   | کامل           |
| Canterbury Christ Church University            | براودستیرز، کنتربری، مدوی، رویال تانبریج ولز                                                                | ۲۰۰5 (1977)               | ۱۷٬۴۲۵          | £۹٬۰۰۰                   | کامل           |
| University of Central Lancashire               | پرستون (لانکاشیر)                                                                                           | ۱۹۹2 (1828)               | ۲۶٬۵۸۵          | £۹٬۰۰۰                   | کامل           |
| دانشگاه چستر                                   | چستر، وارینگتون                                                                                             | ۲۰۰5 (1839)               | ۱۴٬۷۴۰          | £۹٬۰۰۰                   | کامل           |
| دانشگاه چیچستر                                 | چیچستر | ۲۰۰5 (1977)               | ۵٬۶۳۵           | £۶٬۰۰۰–۹٬۰۰۰             | کامل           |
| Coventry University                            | کاونتری | ۱۹۹2 (1843)               | ۲۵٬۶۳۵          | £۵٬۶۶۵–۹٬۰۰۰             | کامل           |
| دانشگاه کرانفیلد                               | کرنفیلد، شریونهام                                                                                           | ۱۹۹3 (1946)               | ۴٬۲۰۵           | p/g only                 | کامل           |
| University for the Creative Arts               | کنتربری، اپسم، فارنهام، میدنستون، روچستر، کنت                                                               | ۲۰۰۵                      | ۵٬۰۸۰           | £۹٬۰۰۰                   | Taught         |
| دانشگاه کامبریا                                | امبلساید، باوو-این-فورنس، کارلایل، کامبریا، لنکستر، لانکاشر، پنریث، کامبریا، منطقه تاور هملتس لندن (London) | ۲۰۰۷                      | ۹٬۶۲۵           | £۹٬۰۰۰                   | Taught         |
| De Montfort University                         | لستر | ۱۹۹2 (1969)               | ۱۹٬۶۴۵          | £۹٬۰۰۰                   | کامل           |
| دانشگاه داربی                                  | داربی، انگلستان                                                                                             | ۱۹۹2 (1977)               | ۱۶٬۱۸۵          | £۸٬۵۰۰–۹٬۰۰۰             | کامل           |
| دانشگاه دورام                                  | دورام، استاکتون-آن-تیز                                                                                      | ۱۸۳۲                      | ۱۷٬۱۹۰          | £۹٬۰۰۰                   | کامل           |
| University of East Anglia                      | نوریچ | ۱۹۶۳                      | ۱۷٬۱۴۰          | £۹٬۰۰۰                   | کامل           |
| University of East London                      | منطقه نیوهام لندن (London)                                                                                  | ۱۹۹2 (1970)               | ۱۷٬۱۷۵          | £۹٬۰۰۰                   | کامل           |
| Edge Hill University                           | اورمسکیرک                                                                                                   | ۲۰۰6 (1959)               | ۱۶٬۷۵۰          | £۹٬۰۰۰                   | کامل           |
| دانشگاه اسکس                                   | کولچستر | ۱۹۶۴                      | ۱۳٬۹۸۰          | £۹٬۰۰۰                   | کامل           |
| University College of Estate Management        | ردینگ، انگلستان                                                                                             | – (۱۹۱۹)                  | –               | - (private)              | Taught         |
| دانشگاه اکستر                                  | اکستر، پنرین، کورنوال                                                                                       | ۱۹۵5 (1922)               | ۱۹٬۵۲۰          | £۹٬۰۰۰                   | کامل           |
| Falmouth University                            | فالموث، کورنوال، پنرین، کورنوال                                                                             | ۲۰۱2 (1902)               | ۴٬۰۱۵           | £۹٬۰۰۰                   | Taught         |
| University of Gloucestershire                  | چلتنهام، گلاستر                                                                                             | ۲۰۰1 (1998)               | ۷٬۹۶۵           | £۹٬۰۰۰                   | کامل           |
| دانشگاه گرینویچ                                | چتم، کنت، گرینویچ (London)                                                                                  | ۱۹۹2 (1890)               | ۲۱٬۹۵۰          | £۹٬۰۰۰                   | کامل           |
| Harper Adams University                        | اجموند، شراپشر                                                                                              | ۲۰۱2 (1901)               | ۴٬۸۰۰           | £۹٬۰۰۰                   | کامل           |
| University of Hertfordshire                    | هاتفیلد، هرتفوردشر                                                                                          | ۱۹۹2 (1952)               | ۲۵٬۲۹۵          | £۹٬۰۰۰                   | کامل           |
| University of Huddersfield                     | هادرزفیلد                                                                                                   | ۱۹۹2 (1825)               | ۱۹٬۱۷۵          | £۹٬۰۰۰                   | کامل           |
| دانشگاه هال                                    | کینگستون آپون هال، اسکاربرو، یورک‌شر شمالی                                                                   | ۱۹۵4 (1927)               | ۱۸٬۰۲۰          | £۹٬۰۰۰                   | کامل           |
| ifs University College                         | لندن | – (۱۸۷۹)                  | -               | - (private)              | Taught         |
| کالج سلطنتی لندن                               | کنزینگتون جنوبی (London)                                                                                    | ۲۰۰7 (1907)               | ۱۶٬۲۲۵          | £۹٬۰۰۰                   | کامل           |
| Keele University                               | کیل (روستا)                                                                                                 | ۱۹۶2 (1949)               | ۹٬۹۸۰           | £۹٬۰۰۰                   | کامل           |
| دانشگاه کنت                                    | کنتربری، مدوی، تونبریج، آتن، بروکسل، پاریس، رم                                                              | ۱۹۶۵                      | ۱۹٬۰۱۰          | £۹٬۰۰۰                   | کامل           |
| دانشگاه کینگستون                               | کینگستون آپون تیمز                                                                                          | ۱۹۹2 (1899)               | ۲۳٬۰۵۵          | £۹٬۰۰۰                   | کامل           |
| دانشگاه لنکستر                                 | لنکستر، لانکاشر                                                                                             | ۱۹۶۴                      | ۱۳٬۰۸۰          | £۹٬۰۰۰                   | کامل           |
| University of Law                              | بیرمنگام، بریستول، چستر، گیلدفورد، لیدز، لندن                                                               | ۱۹۶۲                      | ۱۶۰۰۰           | £۶٬۰۰۰                   | Taught         |
| دانشگاه لیدز                                   | لیدز | ۱۹۰۴                      | ۳۰٬۹۷۵          | £۹٬۰۰۰                   | کامل           |
| Leeds Beckett University                       | لیدز | ۱۹۹2 (1970)               | ۲۴٬۹۰۵          | £۹٬۰۰۰                   | کامل           |
| Leeds Trinity University                       | لیدز | ۲۰۱2 (1966)               | ۳٬۳۲۰           | £۹٬۰۰۰                   | Taught         |
| University of Leicester                        | لستر | ۱۹۵7 (1921)               | ۱۶٬۷۵۰          | £۹٬۰۰۰                   | کامل           |
| University of Lincoln                          | لینکلن، انگلستان                                                                                            | ۱۹۹۲                      | ۱۳٬۴۰۰          | £۹٬۰۰۰                   | کامل           |
| دانشگاه لیورپول                                | لیورپول | ۱۹۰۳                      | ۲۱٬۳۴۵          | £۹٬۰۰۰                   | کامل           |
| Liverpool Hope University                      | لیورپول | ۲۰۰5 (1844)               | ۶٬۲۴۰           | £۹٬۰۰۰                   | کامل           |
| دانشگاه جان مورز لیورپول                       | لیورپول | ۱۹۹2 (1892)               | ۲۱٬۳۱۵          | £۹٬۰۰۰                   | کامل           |
| دانشگاه لندن                                   | لندن، پاریس                                                                                                 | ۱۸۳۶                      | ۲۴۰             | - (Fees set by colleges) | کامل           |
| → Birkbeck, University of London               | London | – (۱۸۲۳)                  | ۱۵٬۵۴۵          | £۹٬۰۰۰                   | کامل، London   |
| → دانشگاه لندن سیتی                            | London | ۱۹۶۶ – ۲۰۱6 (1894)        | ۱۸٬۱۴۵          | £۹٬۰۰۰                   | کامل، London   |
| → Courtauld Institute of Art                   | London | – (۱۹۳۲)                  | ۴۶۰             | £۹٬۰۰۰                   | London         |
| → Goldsmiths, University of London             | London | – (۱۹۰۴)                  | ۸٬۱۱۰           | £۹٬۰۰۰                   | کامل، London   |
| → Heythrop College                             | London | – (۱۶۱۴)                  | ۸۰۰             | £۶٬۰۰۰                   | کامل، London   |
| → Institute of Cancer Research                 | London | – (۱۹۰۹)                  | ۲۹۰             | p/g only                 | London         |
| → دانشگاه کینگز لندن                           | London | – (1829) founding college | ۲۷٬۶۴۵          | £۹٬۰۰۰                   | کامل، London   |
| → مدرسه بازرگانی لندن                          | London | – (۱۹۶۴)                  | ۱٬۹۰۵           | p/g only                 | کامل، London   |
| → مدرسه اقتصاد لندن                            | London | – (۱۸۹۵)                  | ۱۰٬۱۴۵          | £۹٬۰۰۰                   | کامل، London   |
| → London School of Hygiene & Tropical Medicine | London | – (۱۸۹۹)                  | ۱٬۲۵۰           | p/g only                 | کامل، London   |
| → دانشگاه کوئین مری لندن                       | London | – (۱۸۸۷)                  | ۱۵٬۴۲۰          | £۹٬۰۰۰                   | کامل، London   |
| → آکادمی سلطنتی موسیقی                         | London | – (۱۸۲۲)                  | ۷۴۵             | £۹٬۰۰۰                   | Taught, London |
| → Royal Central School of Speech and Drama     | London | – (۱۹۰۶)                  | ۹۸۵             | £۹٬۰۰۰                   | London         |
| → رویال هالووی، دانشگاه لندن                   | ساری (انگلستان)                                                                                             | – (۱۸۴۹)                  | ۹٬۶۷۰           | £۹٬۰۰۰                   | کامل، London   |
| → Royal Veterinary College                     | London, هرتفوردشر                                                                                           | – (۱۷۹۱)                  | ۲٬۱۵۵           | £۹٬۰۰۰                   | کامل، London   |
| → St George's, University of London            | London | – (۱۷۳۳)                  | ۵٬۵۰۵           | £۹٬۰۰۰                   | کامل، London   |
| → مدرسه مطالعات مشرق‌زمین و آفریقا              | London | – (۱۹۱۶)                  | ۵٬۴۱۵           | £۹٬۰۰۰                   | کامل، London   |
| → کالج دانشگاهی لندن                           | London | – (1826) founding college | ۲۸٬۴۳۰          | £۹٬۰۰۰                   | کامل، London   |
| دانشگاه متروپولیتن لندن                        | London | ۲۰۰۲                      | ۱۶٬۲۵۵          | £۶۵۰۰–۹۰۰۰               | کامل           |
| London South Bank University                   | سات‌ارک (London)                                                                                             | ۱۹۹2 (1892)               | ۱۸٬۲۲۰          | £۹٬۰۰۰                   | کامل           |
| Loughborough University                        | لافبورو | ۱۹۶۶                      | ۱۵٬۹۶۵          | £۹٬۰۰۰                   | کامل           |
| دانشگاه منچستر                                 | منچستر | ۲۰۰4 (1824)               | ۳۷٬۹۲۵          | £۹٬۰۰۰                   | کامل           |
| Manchester Metropolitan University             | منچستر | ۱۹۹2 (1970)               | ۳۲٬۱۶۰          | £۹٬۰۰۰                   | کامل           |
| دانشگاه میدلسکس                                | هندون (London)                                                                                              | ۱۹۹2 (1973)               | ۱۹٬۸۸۰          | £۹٬۰۰۰                   | کامل           |
| دانشگاه نیوکاسل                                | نیوکاسل | ۱۹۶3 (1834)               | ۲۲٬۴۱۰          | £۹٬۰۰۰                   | کامل           |
| دانشگاه نیومن                                  | بیرمنگام | ۲۰۱2 (1968)               | ۲٬۸۹۵           | £۹٬۰۰۰                   | Taught         |
| University of Northampton                      | نورث‌همپتون                                                                                                  | ۲۰۰5 (1975)               | ۱۳٬۲۸۵          | £۹٬۰۰۰                   | کامل           |
| Northumbria University                         | نیوکاسل | ۱۹۹2 (1892)               | ۲۷٬۵۶۵          | £۹٬۰۰۰                   | کامل           |
| Norwich University of the Arts                 | نوریچ | ۲۰۱2 (1845)               | ۱٬۷۵۵           | £۹٬۰۰۰                   | Taught         |
| دانشگاه ناتینگهام                              | ناتینگهام                                                                                                   | ۱۹۴8 (1881)               | ۳۳٬۲۷۰          | £۹٬۰۰۰                   | کامل           |
| Nottingham Trent University                    | ناتینگهام                                                                                                   | ۱۹۹2 (1843)               | ۲۶٬۸۴۵          | £۹٬۰۰۰                   | کامل           |
| دانشگاه آزاد انگلستان                          | میلتون کینز                                                                                                 | ۱۹۶۹                      | ۱۲۳٬۴۹۰         | -                        | کامل           |
| دانشگاه آکسفورد                                | آکسفورد | ۱۰۹۶                      | ۲۵٬۹۰۵          | £۹٬۰۰۰                   | کامل           |
| دانشگاه آکسفورد بروکس                          | آکسفورد | ۱۹۹2 (1970)               | ۱۷٬۸۹۵          | £۹٬۰۰۰                   | کامل           |
| دانشگاه پلیموث                                 | پلیموث (انگلستان)                                                                                           | 1992 (1862)               | ۲۶٬۹۳۰          | £۹٬۰۰۰                   | کامل           |
| دانشگاه پورتسموث                               | پورتسموث | ۱۹۹2 (1960)               | ۲۱٬۹۰۰          | £۹٬۰۰۰                   | کامل           |
| دانشگاه ریدینگ                                 | ردینگ، انگلستان                                                                                             | ۱۹۲6 (1892)               | ۱۳٬۵۹۵          | £۹٬۰۰۰                   | کامل           |
| Regent's University London                     | لندن | ۲۰۱3 (1984)               | –               | - (private)              | Taught         |
| Roehampton University                          | روهامپتون (London)                                                                                          | ۲۰۰4 (1841)               | ۸٬۵۳۰           | £۹٬۰۰۰                   | Taught         |
| Royal Agricultural University                  | سایرن‌سستر                                                                                                   | ۲۰۱2 (1845)               | ۱٬۱۵۵           | £۹٬۰۰۰                   | Taught         |
| دانشگاه سالفورد                                | سالفورد | ۱۹۹2 (1967)               | ۱۸٬۴۸۵          | £۹٬۰۰۰                   | کامل           |
| دانشگاه شفیلد                                  | شفیلد | ۱۹۰۵                      | ۲۶٬۶۰۰          | £۹٬۰۰۰                   | کامل           |
| Sheffield Hallam University                    | شفیلد | ۱۹۹۲                      | ۳۳٬۱۰۰          | £۹٬۰۰۰                   | کامل           |
| دانشگاه ساوت‌همپتون                             | ساوت‌همپتون                                                                                                  | ۱۹۵2 (1902)               | ۲۴٬۰۴۰          | £۹٬۰۰۰                   | کامل           |
| Southampton Solent University                  | ساوت‌همپتون                                                                                                  | ۲۰۰5 (1984)               | ۱۱٬۷۲۵          | £۹٬۰۰۰                   | Taught         |
| University of St Mark & St John                | پلیموث (انگلستان)                                                                                           | ۲۰۱2 (1923)               | ۲٬۷۵۵           | £۹٬۰۰۰                   | Taught         |
| St Mary's University, Twickenham               | Strawberry Hill (London)                                                                                    | ۲۰۱4 (1850)               | ۵٬۱۶۵           | £۹٬۰۰۰                   | Taught         |
| Staffordshire University                       | لیچفیلد، شروزبری، استافورد، انگلستان، استوک-آن-ترنت                                                         | ۱۹۹۲                      | ۲۰٬۱۴۵          | £۹٬۰۰۰                   | کامل           |
| University of Suffolk                          | ایپسوییچ، باری سنت ادموندز، گریت یارموث، لوئستافت                                                           | ۲۰۱6 (2007)               | ۵٬۰۶۰           | £۹٬۰۰۰                   | Taught         |
| University of Sunderland                       | سیتی آف ساندرلند                                                                                            | ۱۹۹2 (1901)               | ۱۶٬۰۲۰          | £۷٬۰۰۰–۸٬۷۵۰             | کامل           |
| University of Surrey                           | گیلدفورد | ۱۹۶6 (1891)               | ۱۴٬۰۶۵          | £۹٬۰۰۰                   | کامل           |
| دانشگاه ساسکس                                  | فالمر | ۱۹۶۱                      | ۱۳٬۶۳۵          | £۹٬۰۰۰                   | کامل           |
| Teesside University                            | دارلینگتون، میدلزبورو                                                                                       | ۱۹۹2 (1930)               | ۱۸٬۰۶۵          | £۹٬۰۰۰                   | کامل           |
| دانشگاه واریک                                  | کاونتری | ۱۹۶۵                      | ۲۵٬۲۴۵          | £۹٬۰۰۰                   | کامل           |
| University of West London                      | برنتفورد، ایلینگ (both London), ردینگ، انگلستان                                                             | ۱۹۹۲                      | ۱۱٬۳۰۵          | £۹٬۰۰۰                   | کامل           |
| University of the West of England              | بریستول | ۱۹۹2 (1970)               | ۲۷٬۰۵۰          | £۹٬۰۰۰                   | کامل           |
| دانشگاه وست‌مینستر                              | London | ۱۹۹2 (1838)               | ۲۰٬۲۰۰          | £۹٬۰۰۰                   | کامل           |
| دانشگاه وینچستر                                | وینچستر | ۲۰۰5 (1840)               | ۶٬۸۸۰           | £۹٬۰۰۰                   | کامل           |
| University of Wolverhampton                    | بارتون آپون ترنت، تلفورد، والسال، ولورهمپتون                                                                | ۱۹۹2 (1969)               | ۱۹٬۱۰۰          | £9,000                   | کامل           |
| دانشگاه ووستر                                  | ووستر | ۱۹۹۷                      | ۱۰٬۲۹۵          | £۹٬۰۰۰                   | کامل           |
| Writtle University College                     | چلمزفورد | – (۱۸۹۳)                  | ۷۶۰             | £۹٬۰۰۰                   | Taught         |
| دانشگاه یورک                                   | یورک | ۱۹۶۳                      | ۱۶٬۶۸۰          | £۹٬۰۰۰                   | کامل           |
| York St John University                        | یورک | ۲۰۰6 (1841)               | ۶٬۴۲۰           | £۹٬۰۰۰                   | کامل           |